# Mary Kay Place
Mary Kay Place (* 23. September 1947 in Tulsa, Oklahoma) ist eine US-amerikanische Schauspielerin und Sängerin.

## Leben und Leistungen
Mary Kay Place absolvierte die University of Tulsa, dann zog sie nach Hollywood. Sie debütierte als Schauspielerin in einer Folge der Fernsehserie All in the Family aus dem Jahr 1973. Für ihre Rolle in der Seifenoper Mary Hartman, Mary Hartman, die sie von 1976 bis 1977 spielte, gewann sie 1977 einen Emmy. Im Musikfilm New York, New York (1977) spielte sie an der Seite von Liza Minnelli und Robert De Niro.
Für ihre Rolle im Filmdrama Manny & Lo (1996) wurde Place im Jahr 1997 für einen Independent Spirit Award nominiert. Für ihre Rolle in der Komödie Being John Malkovich (1999) wurde sie im Jahr 2000 als Mitglied des Schauspielerensembles für einen Screen Actors Guild Award nominiert. Für ihre Rolle im Filmdrama Nine Lives (2005) wurde sie 2005 als Mitglied des Schauspielerensembles mit dem Bronzenen Leoparden des Internationalen Filmfestivals von Locarno ausgezeichnet, außerdem wurde sie für den Gotham Award nominiert.
Als Nebenprodukt ihrer Arbeit bei der Produktion der Fernsehserie Mary Hartman, Mary Hartman veröffentlichte sie das Musikalbum Tonite! At the Capri Lounge Loretta Haggers, das für den Grammy Award nominiert wurde.

## Filmografie (Auswahl)
- 1974: M*A*S*H (Fernsehserie, Episode 3x06)
- 1976: Dieses Land ist mein Land (Bound for Glory)
- 1976–1977: Mary Hartman, Mary Hartman (Seifenoper)
- 1977: New York, New York
- 1979: The Party is over… Die Fortsetzung von American Graffiti (More American Graffiti)
- 1979: Auf ein Neues (Starting Over)
- 1980: Schütze Benjamin (Private Benjamin)
- 1981: Schatz, du strahlst ja so! (Modern Problems)
- 1983: Der große Frust (The Big Chill)
- 1985: Bedrohliches Geflüster (Smooth Talk)
- 1986: Hing, das Mädchen aus Kambodscha (The Girl Who Spelled Freedom)
- 1988: Morgen fängt das Leben an (A New Life)
- 1990: Traitor in My House
- 1991: Ungewisse Liebe (Crazy from the Heart)
- 1992: Captain Ron
- 1993: Stadtgeschichten (Tales of the City, Fernsehserie, zwei Episoden)
- 1994–1995: Willkommen im Leben (My So-Called Life, Fernsehserie, 6 Episoden)
- 1996: Manny & Lo
- 1996: Baby Business (Citizen Ruth)
- 1997: Der Regenmacher (The Rainmaker)
- 1998: John Waters’ Pecker (Pecker)
- 1999: Being John Malkovich
- 1999: Durchgeknallt (Girl, Interrupted)
- 2001: Human Nature – Die Krone der Schöpfung (Human Nature)
- 2001: My First Mister
- 2001: The Safety of Objects
- 2002: Sweet Home Alabama – Liebe auf Umwegen (Sweet Home Alabama)
- 2003: Latter Days
- 2004: Silver City
- 2005: Nine Lives
- 2005: Lonesome Jim
- 2006–2018: Grey’s Anatomy (Fernsehserie, 3 Episoden)
- 2006–2011: Big Love (Fernsehserie, 40 Episoden)
- 2008: City of Ember – Flucht aus der Dunkelheit (City of Ember)
- 2010: Wenn Liebe so einfach wäre (It’s Complicated)
- 2013: Der Traum vom Glück (Holidaze)
- 2014: Miss Meadows – Rache ist süß (Miss Meadows)
- 2014–2015: Getting On – Fiese alte Knochen (Getting On, Fernsehserie, 5 Episoden)
- 2015–2016: Grace and Frankie (Fernsehserie, 3 Episoden)
- 2016: Die Hollars – Eine Wahnsinnsfamilie (The Hollars)
- 2016: Youth in Oregon
- 2016–2017: Lady Dynamite (Fernsehserie, 20 Episoden)
- 2017–2018: Imposters (Fernsehserie, 6 Episoden)
- 2018: State Like Sleep
- 2018: Diane
- 2020: AJ and the Queen (Fernsehserie, Episode 1x08)
- 2020: The Prom
- 2021: Music